# Eugenia Maci
Eugenia Maci (n. 3 februarie 1951, București, România) este o actriță română de teatru și film.

## Biografie
Eugenia Maci s-a născut pe 3 februarie 1951, în București. Artista a absolvit Institutul de Artă Teatrală și Cinematografică București, secția actorie, promoția 1974, la clasa profesorului Nicolae Carabin. Este căsătorită cu regizorul Grigore Gonța.

## Roluri în teatru[3]
Teatru:
- Celesta     - „Dulcea pasăre a     tinereții" de Tenneesse Williams, regia Mihai Berechet, (din 1974) -     debut
- Mysis,     Un sclav - „Fata din Andros" de     Terentius, regia Grigore Gonța, 1978
- Rhea     - „Romulus cel Mare" de     Fridrich Dürrenmatt, regia Sanda Manu, 1977
- Lucia     - „Filumena Marturano" de     Eduardo De Filippo, regia Anca Ovanez Doroșenco, 1981
- Didona     - „Cartea lui Ioviță" de Paul Everac, regia Paul Everac, 1981
- Aristitza - „Coana Chirița" de Tudor Mușatescu, regia Horea     Popescu, 1981
- Prințesa     - „Harap Alb" de Radu Ițcus, regia Grigore Gonța, 1983
- Maria     - „A douăsprezecea noapte"     de William Shakespeare, regia Anca Ovanez Doroșenco, 1984
- Libby Tucker - „Poveste din Hollywood" de Neil     Simon, regia Grigora Gonța, 1984
- Varia     - „Livada de vișini" de     A. P. Cehov, regia Andrei Șerban, 1992
- Mona     - „Steaua fără nume", de   Mihail Sebastian, regia Alexa Visarion, 1993
- Sonia - „Platonov" de A.P. Cehov, regia Ivan Helmer,1994
- Mitte     Kremnitz - „Și mai potoliți-l pe     Eminescu" de Cristian Tiberiu Popescu, regia Grigore Gonța, 1999 -     2000
- „Exilații"     de James Joyce, regia Ivan Helmer
- Olga - „Trei surori" de A.P. Cehov, regia Yuri     Krasovski, 2002
- Nelly - „Iubire" de Lajos Barta, regia Grigore Gonța,     2004
- Gabriela - „Încă-i bine" de Rodica Popescu Bitănescu, regia     Rodica Popescu Bitănescu, 2008

Teatru TV:
- „Freziile     nu înfloresc în iunie", regia EugenTodoran
- „Rivalii"     de Bernard Sheridan, regia Cornel Popa
- „Surorile     Boga", regia Domnița Munteanu
- Doamna     Veronica - „Iubire ca-n filme",     telenovela, Acasa TV, regia Iura Luncașu, Bogdan Dumitrescu, 2006

## Filmografie
- Tatăl risipitor (1974) - servitoarea
- Comedie fantastică (1975)
- Dumbrava minunată (1980)
- Nostradamus (1994) - Madame Auberligne
- Binecuvântată fii, închisoare (2002) - Comandanta închisorii
- Second Hand (2005) - Mama Andreei
- Iubire ca în filme (2006) - Veronica
- Doctori de mame (2008) - Doamna Banea
- Pariu cu viața (2013) - Corina Minea
- O nouă viață (2014) - Corina Minea
- Pup-o, mă! (2018) - Soția lui Minteuan
- Alice T. (2019) - tanti Coca